# Pandanus hermesii
Pandanus hermesii är en enhjärtbladig växtart som beskrevs av Benjamin Clemens Masterman Stone. Pandanus hermesii ingår i släktet Pandanus och familjen Pandanaceae.
Artens utbredningsområde är Filippinerna. Inga underarter finns listade.